# Gnomidolon melanosomum
Gnomidolon melanosomum es una especie de escarabajo longicornio del género Gnomidolon, categorizada en la tribu Hexoplonini, de la subfamilia Cerambycinae. Fue descrita por Bates en 1870.

## Descripción
Mide 9,33-14,3 mm de longitud.

## Distribución
Se distribuye por Bolivia, Brasil, Costa Rica, Guatemala, Guyana, Guyana Francesa, Honduras, Panamá, Perú, Surinam y Venezuela.